# NGC 4018
NGC 4018 est une galaxie spirale vue par la tranche et située dans la constellation de la Chevelure de Bérénice. NGC 4018 a été découverte par l'astronome irlando-danois John Dreyer en 1878.

## Caractéristiques
La classe de luminosité de NGC 4018 est I-II et elle présente une large raie HI.

### Distance
Sa vitesse par rapport au fond diffus cosmologique est de 4 791 ± 22 km/s, ce qui correspond à une distance de Hubble de 70,7 ± 5,0 Mpc (∼231 millions d'al).
À ce jour, quatre mesures non basées sur le décalage vers le rouge (redshift) donnent une distance de 68,875 ± 5,844 Mpc (∼225 millions d'al), ce qui est à l'intérieur des valeurs de la distance de Hubble.

## Groupe de NGC 3987
Selon A.M. Garcia, NGC 4018 fait partie du groupe de NGC 3987 qui compterait au moins cinq galaxies. Selon l'article publié par Garcia, les quatre autres galaxies du groupe sont NGC 3987, NGC 4000, NGC 4007 (désignée comme NGC 4005 dans l'article) et NGC 4022.
Les galaxies NGC 3987, NGC 4005 et NGC 4022 sont aussi mentionnées dans un groupe décrit par Abraham Mahtessian dans un article publié en 1998, mais à la place des galaxies NGC 4000 et NGC 4018, on y retrouve les galaxies NGC 3997 et NGC 4015.
D'autre part, la galaxie NGC 3997 à une distance de 74,9 Mpc de la Voie lactée se retrouve dans un autre groupe décrit par Garcia qui porte son nom. Les galaxies du groupe de NGC 4007 sont à une distance moyenne de 70,7 ± 2,5 Mpc, celles du groupe de NGC 3987 à 70,4 ± 1,1 Mpc et celles du groupe de NGC 3997 à 73,8 ± 3,7 Mpc. Les galaxies des trois groupes décrits par ces deux auteurs sont toutes situées à des distances assez semblables de la Voie lactée, de 68,6 à 78,7 Mpc. Leur appartenance à l'un ou l'autre des groupes peut donc varier et elle dépend des critères de regroupement utilisés par les auteurs.